# Beatriz Fonllem Alejo
Beatriz Fonllem Alejo (La Colorada, Sonora, 2 de enero de 1934) es una activista sonorense impulsora del sufragio de la mujer y la lucha de igualdad de género. Fue militante en el Movimiento Juvenil y de Acción Femenil de la Confederación de Trabajadores de México (CTM) en Ciudad Obregón en la década de 1950.

## Reconocimientos
El cabildo de la ciudad de Hermosillo aprobó el 14 de julio del 2022 la asignación del nombre Beatriz Fonllem Alejo a la vialidad de terracería en la comunidad de el Tazajal.
El 30 de agosto del 2022 se le fue entregado el “Reconocimiento Sahuaro 2022” en la categoría “Vida Ejemplar” otorgado a personas adultas mayores involucrados en la aportación social en la región a través del sistema DIF Sonora y la Procuraduría de la Defensa del Adulto Mayor (Prodeama).